# Clara Meijers
Clara Mimi Meijers (Ámsterdam, 27 de agosto de 1885 - Bentveld, 13 de octubre de 1964) fue una banquera, escritora y feminista holandesa, siendo una de las feministas más reconocidas en el país durante el siglo XX. Fundó una sucursal para mujeres del Robaver Bank en Ámsterdam. Se la ha llamado "pionera de las microfinanzas". Fue superviviente del Holocausto.

## Vida y trabajo
Klara (luego cambiada a Clara) Meijers nació en Ámsterdam del médico Isidor Meijers y Julie Wolff (1847-1933). Era la quinta y única hija de una familia judía de médicos la cual constaba de cierta estabilidad económica.
Comenzó a trabajar como profesora de francés en La Haya, pero no le gusto ni el trabajo ni el entorno laboral, esto a causa de problemas con cierto conjunto del profesorado. Después de trabajar como secretaria en el Amsterdamsche Bank y luego en la firma bancaria Huydecoper & Van Dielen en Utrecht, Meijers se convirtió en secretaria ejecutiva en el Rotterdamsche Bankvereeniging (llamado Robaver) en Ámsterdam en 1911.
Alrededor de 1910, Meijers participó activamente en el movimiento de mujeres, haciendo múltiples publicaciones tratando temas de actualidad sobre los derechos de las mujeres en el país. Sus amigas Mia Boissevain y Rosa Manus estuvieron entre las organizadoras de la exposición de 1913, De Vrouw 1813-1913 (La mujer) y, según Janneka Martens, la exposición fue un punto de inflexión.
Meijers sugirió a los organizadores de la exposición que también prestaran atención al sector bancario y de oficinas, porque muchas mujeres trabajaban en este sector, y [ella] fue nombrada presidenta del comité para este sector. La exposición no prestó atención al 'banco de mujeres' especial que existía en Berlín desde 1910, pero este fue un brillante ejemplo para Meijers, porque se dio cuenta de que los bancos existentes a menudo se negaban a otorgar préstamos a mujeres que querían iniciar su propio negocio.  Y los empleados bancarios varones no estaban dispuestos a ayudar a las mujeres trabajadoras a administrar sus asuntos financieros. 

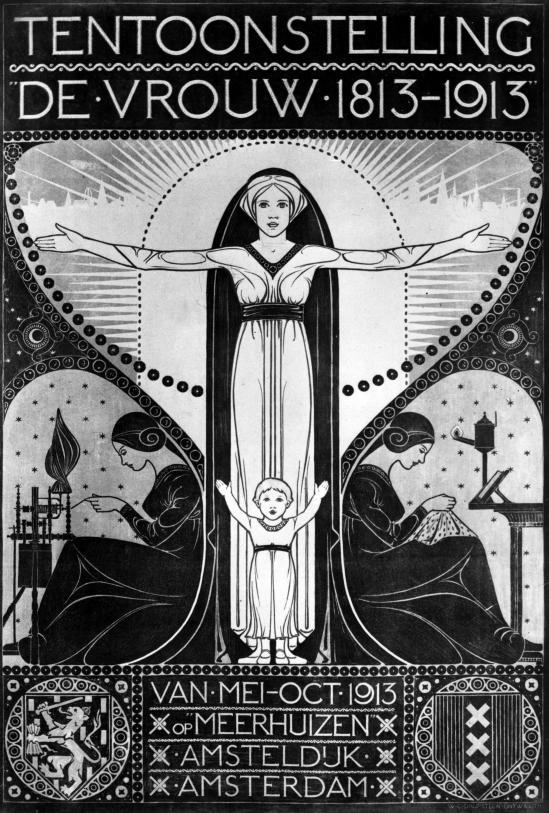
Cartel de la exposición Las mujeres (1813-1913)

Como resultado, Meijers fue nombrada presidenta del Comité de la  exhibición Industria Bancaria y fue allí donde conoció por primera vez al Banco de Mujeres de Berlín, que todavía existía en ese momento y que constaba de la importancia que fue perdiendo con el pasar del tiempo.

### Banquero
Sus primeros planes para un banco de mujeres holandés fracasaron debido a la Primera Guerra Mundial, pero en la década de 1920 volvió a intentar que despegara, obteniendo un éxito relativo.
Durante la guerra, a muchas mujeres se les había dado trabajo y querían poder organizar sus propias finanzas, por lo que le presentó su idea a su empleador, Robaver, y el 3 de noviembre de 1928, el banco abrió 'La Sucursal para Clientes Femeninos de Robaver' en el canal Rokin en Ámsterdam con Meijers como director. De 1928 a 1938, todo el personal del banco eran mujeres. Su primer cliente fue una vieja amiga de Clara, Rosa Manus, la cual solicitó un préstamo económico para ciertos asuntos personales asociados a reformas en un establecimiento que tenía.
Con el establecimiento de la nueva sucursal, muchas mujeres, incluidas las solteras, las viudas o las estudiantes, pudieron abrir una cuenta y administrarla ellas mismas. Además, varias organizaciones de mujeres también abrieron cuentas allí. Además de su trabajo como directora de banco, Meijers dio muchas conferencias sobre seguridad financiera para mujeres. Meijers fue la directora del banco hasta 1938. Según Janneke Martens, "Clara Meijers ha hecho posible la independencia económica de muchas mujeres. En el Banco de la Mujer que ella fundó, las clientas eran tomadas en serio y podían administrar sus activos. El banco de mujeres sobrevivió hasta 1971."
Su práctica crediticia, "para otorgar crédito a mujeres sin medios que querían iniciar su propia empresa", ha sido citada como uno de los primeros ejemplos de microfinanciamiento.

### Movimiento de Mujeres
En 1913, Meijers se convirtió en miembro de la Unión por el Sufragio Femenino. También fue tesorera de la junta de Archivos Internacionales para el Movimiento de Mujeres. En 1928 fue cofundadora del club Soroptimist en Holanda Septentrional, parte de una asociación internacional de mujeres comprometidas con la mejora de los derechos humanos de mujeres y niñas. También fue miembro de la junta y tesorera de la Unión Nacional de Clubes Soroptimistas. Después de la guerra, continuó escribiendo y hablando sobre temas de mujeres.

### Deportación
Debido a su herencia judía, Meijers tuvo que renunciar a sus cargos durante la Segunda Guerra Mundial. Se mudó a varias direcciones, pero en noviembre de 1943 se vio obligada a ir al campo de tránsito de Westerbork en el noreste de los Países Bajos desde donde fue deportada el 4 de septiembre de 1944 a Checoslovaquia. Allí sobrevivió al campo de concentración de Terezín. Los prisioneros fueron liberados cuando las tropas canadienses liberaron el campo en mayo de 1945. En agosto de 1945, Meijers se mudó a un edificio de apartamentos en Ámsterdam para personas solteras en Roelof Hartplein en Ámsterdam.

### Escritor
En 1946, Meijers publicó una biografía de la feminista Rosa Manus. En 1948 escribió "la segunda parte de De madre a hija de Willemijn Posthumus-van der Goot con extensos capítulos sobre la Exposición Nacional del Trabajo de la Mujer de 1898, la lucha por el sufragio, la exposición La Mujer 1813-1913, el acceso a la educación y desarrollos sociales".

## Vida personal
En 1959, Meijers se mudó a Zandvoort, Países Bajos, y murió el 12 de octubre de 1964 en Bentveld, a la edad de 79 años. Ella nunca se casó aunque hubiera múltiples personas interesadas.

## Publicaciones
- Meijers, CM (1946). Een moderne vrouw van formatat: Leven en werken van Rosa Manus. (Una mujer de talla moderna: Vida y obra de Rosa Manus) Genial.
- Meijers, CM (1948). Entrada en sociedad, 1898-1928, en: WH Posthumus-van der Goot, ed., De madre a hija. La participación de las mujeres en un mundo cambiante (Leiden) 193-372.